# Jonathan Aibel et Glenn Berger
Jonathan Aibel et Glenn Berger sont deux producteurs et scénaristes américains nés respectivement le 6 août 1969 à Demarest au New Jersey et le 26 août 1969 à Smithtown dans l'État de New York. Ils sont principalement connus pour leur travail sur la série de films Kung Fu Panda, Bob l'éponge, le film : Un héros sort de l'eau et Les Trolls.

## Filmographie

### Producteurs
- 1997-2003 : Les Rois du Texas (113 épisodes)
- 2003 : Married to the Kellys (4 épisodes) (seulement Berger)
- 2003 : Adam Sullivan (7 épisodes)
- 2008 : Kung Fu Panda
- 2011 : Kung Fu Panda 2
- 2016 : Kung Fu Panda 3
- 2016 : Les Trolls
- 2016 : Monster Cars
- 2022 : Luck

### Scénaristes
- 1994 : The George Carlin Show (1 épisode)
- 1995 : Platypus Man (2 épisodes)
- 1995-1997 : Mad TV (41 épisodes) (seulement Aibel)
- 1996 : Can't Hurry Love (2 épisodes)
- 1996 : Blazing Dragons
- 1997-2000 : Les Rois du Texas (11 épisodes)
- 2003 : Adam Sullivan (1 épisode)
- 2008 : Kung Fu Panda
- 2009 : Monstres contre Aliens
- 2009 : Alvin et les Chipmunks 2
- 2011 : Kung Fu Panda 2
- 2011 : Alvin et les Chipmunks 3
- 2015 : Bob l'éponge, le film : Un héros sort de l'eau
- 2016 : Kung Fu Panda 3
- 2016 : Les Trolls
- 2016 : Monster Cars
- 2020 : It's a Wonderful Sponge
- 2020 : Les Trolls 2
- 2021 : Wish List
- 2022 au cinéma : Luck
- 2024 : Kung Fu Panda 4

### Autres contributions
- 2007 : Shrek le troisième
- 2010 : Shrek 4 : Il était une fin
- 2011 : Kung Fu Panda : Les Secrets des Maîtres